# Шалигинський ландшафтний заказник
Шали́гинський зака́зник — ландшафтний заказник загальнодержавного значення в Україні. Розташований у межах Глухівського району Сумської області, біля села Старикове і смт Шалигине. 
Площа 2868,1 га, створений 1980 року. Перебуває у віданні Шалигинського лісництва. 
Територія заказника здебільшого вкрита лісами. Ця мальовнича місцевість включає широкі заплави річок Клевені та Обести, а також їхні тераси. Тут розташовані три великі лісові масиви — Монастирське, Бір, Берізка.

## Флора
Рослинність заповідника представлена широколистяними лісами, в яких трапляються дуб, клен гостролистий, часто з домішкою липи. У підліску зростає ліщина. Є в заказнику і ділянки дубово-соснових, вільхових і березових лісів, типових для лісової зони України. У деяких місцях збереглися сосни, яким понад 200 років. Тут також виявлено п'ять видів рослин, які занесені до Червоної книги України, зокрема лілія лісова, любка дволиста, гніздівка звичайна, коручка темно-червона, коручка чемерникоподібна. Росте ряд лікарських рослин, багато регіонально рідкісних рослин, які підлягають охороні. На значних площах — луки й болота.

## Фауна
Багатий тваринний світ: свиня дика, лось, сарна європейська, ондатра, видра річкова, різні види качок. 

## Території природно-заповідного фонду у складі ЗК «Шалигинський»
Нерідко, оголошенню заказника передує створення одного або кількох об'єктів природно-заповідного фонду місцевого значення. В результаті, великий ЗК фактично поглинає раніше створені ПЗФ. Проте їхній статус зазвичай зберігають. 
До складу території заказника «Шалигинський» входять такі об'єкти ПЗФ України: 
- Пам'ятка природи місцевого значення «Сосни», ботанічна.